# Scaldatelle
Le scaldatelle o gli scaldatelli (in dialetto foggiano: scavëdatíllë) sono dei taralli bolliti, realizzati con farina di grano, olio extravergine di oliva, sale e semi di finocchio. Prodotto estremamente diffuso in tutto il meridione, soprattutto nelle zone tradizionalmente cerealicole.
La denominazione maschile è tipica della zona del Gargano: sono chiamati in dialetto scavëdatillë nel Manfredoniano e Cerignolano, a Foggia e Lucera.
Per il tipo di preparazione, che prevede la doppia cottura, sono simili ai Biscotti salati all'anice di origine toscana e ai Bretzel di origine teutonica.

## Preparazione
In una ciotola si unisce la farina con i semi di finocchio,  il sale, l'olio extravergine di oliva e si inizia a mescolare. Si aggiunge quindi anche l'acqua un po' alla volta, lavorando bene l'impasto finché si ottiene un panetto sodo e non appiccicoso. A questo punto con la pasta si formano dei cilindri che vengono chiusi sovrapponendone gli estremi; i cilindri vengono cotti in acqua bollente senza sale per pochi secondi, poi asciugati e cotti in forno.
Oltre al gusto classico è possibile trovare varianti alla cipolla, al peperoncino, al pomodoro, alle olive o alle patate.